# Harry Hinsley

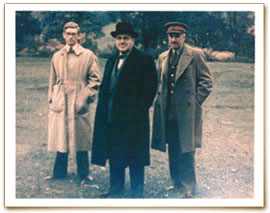
Von links: Die britischen Kryptoanalytiker Harry Hinsley, Sir Edward Travis, John Tiltman, Washington 1945

Sir Francis Harry Hinsley (* 26. November 1918 in Walsall, Staffordshire; † 16. Februar 1998 in Cambridge) war ein britischer Historiker und Kryptoanalytiker. Während des Zweiten Weltkrieges trug er wesentlich zur Entzifferung der deutschen Rotor-Schlüsselmaschine Enigma bei.

## Leben

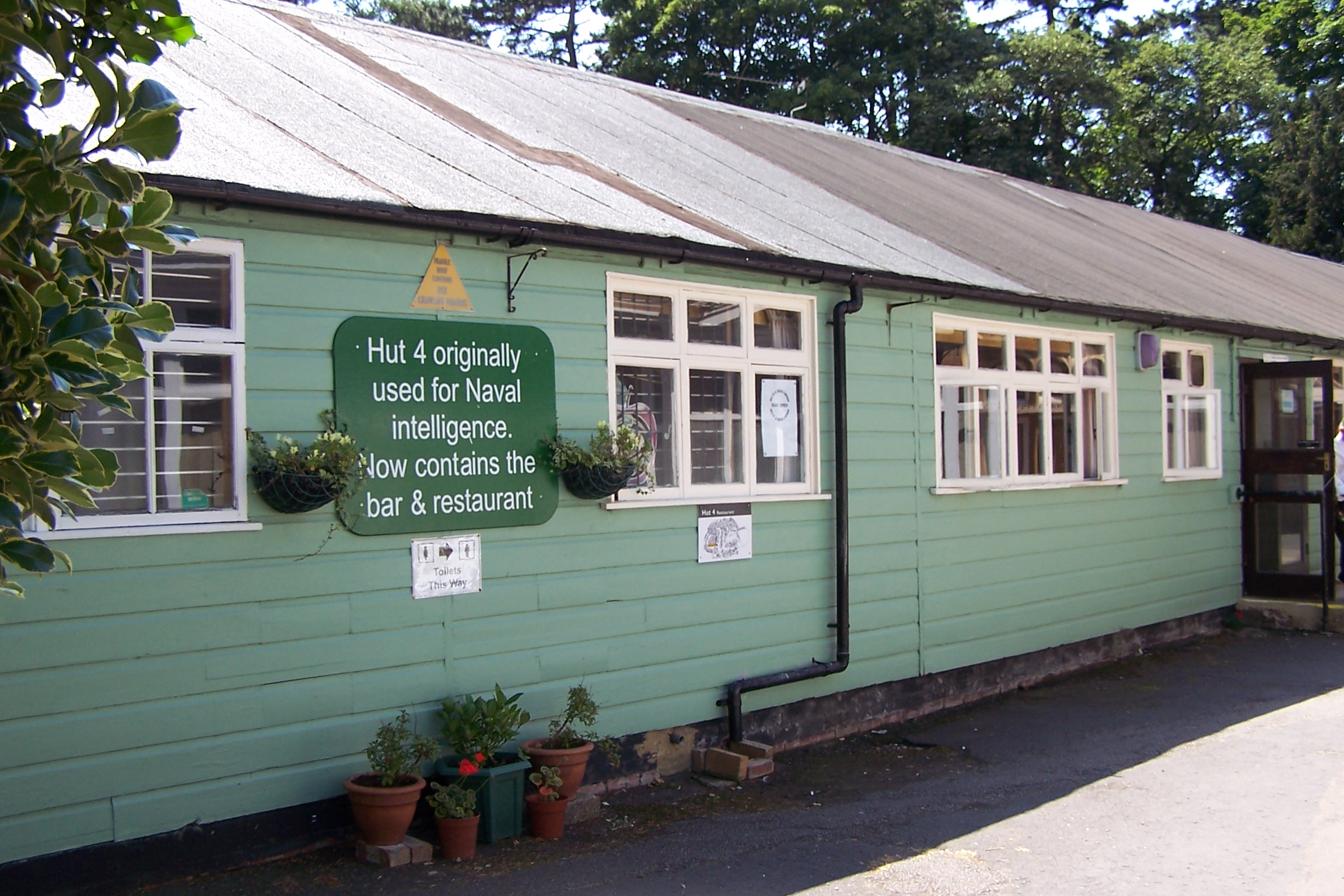
In „Hut 4“ (Foto aus dem Jahr 2005) wurden die Entzifferungen aus Hut 8 militärisch-taktisch ausgewertet. Heute befindet sich dort das Restaurant des Bletchley-Park-Museums.

Hinsley besuchte als Schulkind die Queen Mary’s Grammar School in der englischen Stadt Walsall. Im Jahr 1937 erhielt er ein Stipendium für das St. John’s College in Cambridge und begann dort ein Studium der Geschichtswissenschaft. Noch während des Studiums, im Oktober 1939, wurde er von Alastair Denniston, dem Leiter der Government Code and Cypher School (kurz: GC&CS, deutsch etwa: „Staatliche Code- und Chiffrenschule“), also der militärischen Dienststelle, die sich mit der Entzifferung des geheimen Nachrichtenverkehrs der deutschen Wehrmacht befasste, zu einem Vorstellungsgespräch eingeladen. Hinsley trat der Organisation mit Sitz in Bletchley Park (B.P.) bei und wurde der Hut Four („Baracke 4“) zugeteilt. Während die Nachbarabteilung Hut Eight („Baracke 8“), unter der Leitung von Alan Turing und seinem Stellvertreter Stuart Milner-Barry, sich mit der eigentlichen Entzifferung der Funksprüche der deutschen Kriegsmarine befasste, war es Aufgabe von Hut 4, diese danach militärisch-taktisch auszuwerten und einzuordnen.
Hinsleys Aufgabe war speziell die „Verkehrsanalyse“ (traffic analysis) des deutschen Marine-Nachrichtenverkehrs, also die Untersuchung und Auswertung von Rufzeichen, Kenngruppen, Sendefrequenzen und Sendezeiten der abgehörten deutschen Funktelegramme. Allein daraus ließen sich wichtige militärisch nutzbare Informationen über die Struktur der deutschen Marine-Funknetze und sogar über die deutsche Kriegsmarine selbst gewinnen.
Hinsley trug auch persönlich dazu bei, dass deutsche Enigma-Schlüsselmaschinen und dazugehörige Codebücher, wie Kurzsignalhefte und Wetterkurzschlüssel, von deutschen Wetterschiffen erbeutet wurden, die den britischen Codebreakers in B.P. von großem Nutzen bei ihrer schwierigen Entzifferungsarbeit waren. Damit leistete er einen wesentlichen Beitrag zum Bruch der von der Kriegsmarine verwendeten Enigma-M4.
Im zweiten Halbjahr 1943 wurde Hinsley als Verbindungsoffizier zur US Navy nach Washington in die Vereinigten Staaten geschickt. Im Januar 1944 einigten sich Briten und Amerikaner auf eine noch engere Zusammenarbeit und auch darauf, ihre kryptanalytischen Erkenntnisse über japanische Verschlüsselungsverfahren auszutauschen. Gegen Ende des Krieges war Hinsley einer der wichtigsten Berater des Leiters von B.P., Edward Travis, der im Februar 1942 die Nachfolge von Alastair Denniston angetreten hatte.
Nach dem Krieg kehrte er an das St. John’s College in Cambridge zurück. Er heiratete im April 1946 seine Verlobte Hilary Brett-Smith, die wie er in B.P. mitgearbeitet hatte, und zwar in seiner Nachbarbaracke Hut 8. Er arbeitete nun zunächst als Lecturer in Cambridge und war dort ab 1969 Professor für Diplomatiegeschichte (History of International Affairs). Von 1979 bis 1989 war er Master des St. John’s College und von 1981 bis 1983 Vizekanzler der Universität Cambridge. Ebenfalls 1981 wurde er zum Fellow der British Academy gewählt.
Ab 1979 veröffentlichte er eine mehrbändige offizielle Darstellung der Arbeiten in B.P., wobei er zu dem Schluss kam, dass die Leistungen der Menschen dort den Krieg um Jahre verkürzte (siehe auch: Geschichtliche Konsequenzen des Bruchs der Enigma). Ohne sie wären die Deutschen vermutlich „am Ende immer noch besiegt worden, aber der Verlust von Menschenleben in diesem globalen Konflikt wäre sogar noch schrecklicher gewesen als er ohnehin war.“
Einzelheiten seiner Darstellungen über technische Aspekte der Kryptanalyse in den ersten Bänden wurden von Marian Rejewski und Gordon Welchman kritisiert. Dies betraf insbesondere den polnischen und französischen Beitrag zum Bruch der Enigma, weshalb in Teil 2 von Band 3 später eine Korrektur erschien.

## Schriften (Auswahl)
- Command of the sea. The naval side of British history from 1918 to the end of the Second World War. Christophers, London 1950.
- Hitler’s strategy. Cambridge University Press, Cambridge 1951.
- als Herausgeber: Material Progress and world-wide Problems. 1870–1898 (= The New Cambridge Modern History. Band 11). Cambridge University Press, Cambridge u. a. 1962.
- als Herausgeber: British Foreign Policy under Sir Edward Grey. Cambridge University Press, Cambridge u. a. 1977, ISBN 0-521-21347-9.
- mit Edward E. Thomas, C. F. G. Ransom, R. C. Knight: British Intelligence in the Second World War. Vier Bände (Band 3 in zwei Teilen; Band 1–3: Its influence on strategy and operations. Band 4 mit C. A. G. Simkins: Security and Counter-Intelligence.). Her Majesty’s Stationery Office, London 1979–1988, (gekürzte Fassung bei Cambridge University Press, Cambridge u. a. 1993).
- als Herausgeber mit Alan Stripp: Codebreakers. The inside story of Bletchley Park. Oxford University Press, Oxford u. a. 1993, ISBN 0-19-285304-X.